# Atherinella venezuelae
Atherinella venezuelae is een straalvinnige vissensoort uit de familie van koornaarvissen (Atherinopsidae). De wetenschappelijke naam van de soort is voor het eerst geldig gepubliceerd in 1920 door Eigenmann.